# Stenotarsus commodus
Stenotarsus commodus es una especie de coleóptero de la familia Endomychidae.

## Distribución geográfica
Habita en Australia.